# Ploci Pegas
Ploci Pegas (en llatí probablement Plotius Pegasus) va ser un jurista romà, seguidor o deixeble de Procle (Proculus). Va viure al segle i i va començar la seva activitat durant l'any dels quatre emperadors.
Va ser nomenat cònsol sufecte sota Vespasià i prefecte de la ciutat sota Domicià. Pomponi diu erròniament que també ho va ser durant el regnat de Vespasià. No consta cap escrit seu, però és segur que en va fer alguns, especialment alguna Responsa. És citat per alguns juristes posteriors, especialment per Emili Papinià, Juli Paule i Gaius, i sovint per Ulpià. Un senatusconsultum anomenat Pegasianum, quan Pegàs era cònsol sufecte amb Pitsió, porta el nom d'aquest jurista.